# Bodovlje
Bodovlje je naselje v Občini Gorenja vas - Poljane